# Chotěšov (ort i Tjeckien, Plzeň)
Chotěšov är en ort i Tjeckien.   Den ligger i regionen Plzeň, i den västra delen av landet, 100 km sydväst om huvudstaden Prag. Chotěšov ligger 332 meter över havet och antalet invånare är 2 688.
Terrängen runt Chotěšov är huvudsakligen platt. Chotěšov ligger nere i en dal. Runt Chotěšov är det ganska tätbefolkat, med 134 invånare per kvadratkilometer. Närmaste större samhälle är Plzeň, 16,3 km nordost om Chotěšov. Trakten runt Chotěšov består till största delen av jordbruksmark.